# Артур Тінделл Гопвуд
Артур Тінделл Гопвуд (англ. Arthur Tindell Hopwood) (15 липня 1897  — 22 жовтня 1969 ) британський палеонтолог. 
Гопвуд походив із родини художників і вивчав зоологію та геологію в Манчестері. З 1924 року працював консерватором у Природознавчому музеї. Там він мав справу з викопними ссавцями. Гопвуд був близьким товаришем палеонтолога Джорджа Гейлорда Сімпсона. 
У 1933 році він вперше описав викопного примата з роду Проконсул, точніше вид Proconsul africanus. Він назвав його Проконсулом, тобто до-Консула, на честь Консула, мавпи з Лондонського зоопарку.

## Науковий доробок

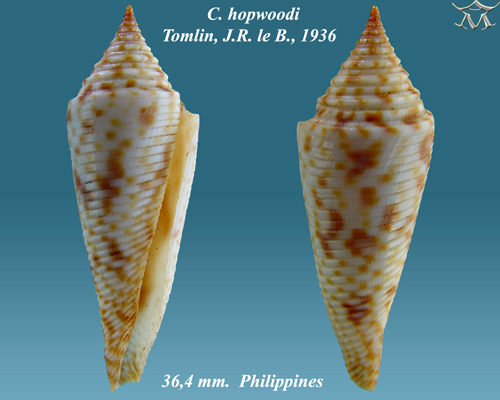
Мушля Conus hopwoodi

- Fossil Proboscidea from China (1935)
- An annotated bibliography of the fossil mammals of Africa (1742-1950) (1954)

## Таксони названі на честь Гопвуда
- Conus hopwoodi Tomlin, 1936[3]